# فيوليتا فريدمان
فيوليتا فريدمان (بالرومانية: Violeta Friedman)‏ هي كاتبة مذكرات ومؤرخة رومانية، ولدت في 1930، وتوفيت في 4 أكتوبر 2000.